# Musée de Saaremaa
Le musée de Saaremaa (estonien : Saaremaa Muuseum) est un musée du comté de Saare en Estonie.
Fondé en 1865, c'est l'un des musées les plus anciens et les plus importants d'Estonie.

## Présentation
Le musée est formé de plusieurs établissements :
| Nom                                 | Image | Type            | Comté | Municipalité | Adresse Coord.                                 | Réf. |
| ----------------------------------- | ----- | --------------- | ----- | ------------ | ---------------------------------------------- | ---- |
| Musée Johannes et Joosep Aavik (et) |       | Biographique    | Saare | Kuressaare   | Vanalinna 7 58° 15′ 27,72″ N, 22° 29′ 03,61″ E |      |
| Château de Kuressaare               |       | Site historique | Saare | Kuressaare   | Lossihoov 1 58° 14′ 48,86″ N, 22° 28′ 45,88″ E |      |
| Ferme musée de Mihkli (et)          |       | Culturel        | Saare | Kihelkonna   | Viki 58° 20′ 59,72″ N, 22° 04′ 49,11″ E        |      |